# زبان ترکی آذربایجانی
ترکی آذربایجانی (به ترکی آذربایجانی: آذربایجان تورکجه‌سی) یا ترکی آذری (به ترکی آذربایجانی: آذری تورکجه‌سی) که در بیشتر زبان‌های جهان با نام زبان آذربایجانی (به آذربایجانی: آذربایجان دیلی) شناخته می‌شود، زبانی از خانواده زبان‌های ترکی است که با چهار گویش عمده در جمهوری آذربایجان و شش گویش اصلی در مناطق آذربایجان ایران مانند گویش تبریز، گویش اردبیل، گویش زنجانی، گویش شاهسونی، گویش سنقری و گویش افشاری تکلم می‌شود. عمده تفاوت گویش جمهوری آذربایجان با ایران، عراق و افغانستان در تلفظ برخی واژگان، وام‌واژگان روسی، فارسی، عربی و انگلیسی است که گویش رایج در ایران نزدیکی بیشتری با  زبان فارسی دارد و تفاوت‌هایی مختصر در چند مورد دستوری را شامل می‌شود. زبان ترکی آذربایجانی در جمهوری آذربایجان زبان رسمی و در داغستان یکی از زبان‌های رسمی مصوب فدراسیون روسیه است.
زبان ترکی آذربایجانی بخشی از شاخه زبان‌های اغوز زبان‌های ترکی است و به ترکی استانبولی، زبان ترکی قشقایی و ترکی خراسانی بسیار نزدیک است. ترکی آذربایجانی به عنوان زبان گفتاری همچنین در نواحی شرقی ترکیه و جنوب گرجستان و داغستان و قسمت‌هایی از شمال خراسان رایج است. زبان ترکی آذربایجانی در برخی کشورهای خاورمیانه ازجمله عراق، سوریه و افغانستان هنوز گویشوران بسیاری دارد.
زبان ترکی آذربایجانی از زبان‌های فارسی و عربی در واژگان، سامانه آوایی و دستوری اثر پذیرفته است. در ایران، شهرهای تبریز، ارومیه (به غیر از مناطق کردنشین)، اردبیل و زنجان و بخش‌های از استان قزوین به ترتیب بزرگ‌ترین شهرهایی اند که ترکی آذربایجانی در آن‌ها تکلم می‌شود.
زبان ترکی‌ای که در ایران و سراسر آذربایجان و قفقاز و آسیای صغیر رواج دارد، در منابع تاریخی با عناوین مثل ترکی شیعی، ترکی علوی، ترکی ایرانی یا ترکی آذری یاد شده است. ترکی آذربایجانی علاوه بر مرکز و شمال غرب کشور در جنوب ایران و استان کرمان نیز رواج دارد. افشارهای کرمان و ترک‌های بیچاقچی از اقوام ترک‌تبار منطقه آذربایجان هستند که در دوره‌های مختلف تاریخی به جنوب ایران و منطقه کرمان مهاجرت کرده‌اند. افشارها از گروه‌های قومی بزرگ و پرجمعیت اقوام ترک هستند که علاوه بر آذربایجان در مناطق مرکزی ایران ازجمله زنجان، قزوین و همدان تا خوزستان حضور چشمگیری دارند.
در محدوده آذربایجان در گذشته و قبل از گسترش زبان ترکی آذربایجانی، زبان آذری (پهلوی) رایج بود که به مرور پس از ورود و اسکان قبایل تُرک و قزلباش به خصوص در دوره سلجوقیان و صفویه، و ترک سازی به فراموشی سپرده شد.

## ریشه‌شناسی واژه و تاریخچه
در گذشته، گویشوران بومی این زبان، آن را ترک دیلی یا ترکجه می‌نامیدند که به معنای ترکی است. در سال‌های نخست پس از تأسیس جمهوری سوسیالیستی آذربایجان شوروی، زبان هنوز در اسناد رسمی به عنوان ترکی نامیده می‌شد. اما در دهه ۱۹۳۰، نام آن به‌طور رسمی به آذربایجانی تغییر یافت. این زبان همچنان در آذربایجان ایران اغلب با نام تورکی شناخته می‌شود. واژه آذری که اغلب با آذربایجانی قابل تعویض است، از ترکی آذری گرفته شده است. مبلغ فرانسوی سده هفدهم، رافائل دو مان، از اصطلاح ترک عجم برای اشاره به زبان آذربایجانی استفاده کرده است. این اصطلاح توسط بسیاری از نویسندگان معاصر برای اشاره به پیشینه تاریخی مستقیم زبان آذربایجانی مدرن (زبان آذربایجانی میانه) به کار می‌رود. این واژه از اصطلاحات قدیمی‌تری مانند lingua turcica agemica یا Turc Agemi برگرفته شده است که در کتاب دستور زبانی نوشته شده توسط نویسنده فرانسوی و مبلغ مذهبی کاپوچینی، رافائل دو مان (درگذشته ۱۶۹۶)، در سال ۱۶۸۴ استفاده شده بود. متون محلی این زبان را به سادگی ترکی می‌نامیدند. در دوران اصفهانِ صفویان، این زبان به عنوان قزلباشی نامیده می‌شد تا آن را از رومی (عثمانی) و چغتایی (زبان چغتایی) متمایز کنند، به‌دلیل نزدیکی آن با گویش‌هایی که توسط قزلباش‌ها صحبت می‌شد.

## تاریخ و روند تکامل

### تحول زبان آذربایجانی
زبان آذربایجانی از شاخه شرقی زبان‌های اوغوز (که به آن «ترکی غربی» نیز گفته می‌شود) تکامل یافته است، که طی مهاجرت مردمان ترک در دوران قرون وسطی به قفقاز در اروپای شرقی و شمال ایران در آسیای غربی گسترش یافت. زبان فارسی و عربی بر آذربایجانی تأثیر گذاشته‌اند، اما واژه‌های عربی به‌طور عمده از طریق فارسی ادبی به این زبان وارد شده‌اند. آذربایجانی، شاید پس از زبان ازبکی، بیشترین تأثیر را از فارسی و دیگر زبان‌های ایرانی پذیرفته است—به‌ویژه در آواشناسی، نحو و واژگان، و کمتر در صرف و ساختار کلمات.
در دوره حکومت‌های قره‌قویونلو و آق‌قویونلو، زبان ترکی آذربایجانی (که در منابع آن دوره «ترکی» نامیده می‌شد) به‌تدریج به عنوان ابزاری برای بیان ادبی و شعری پدیدار شد. در این دوره، نوشتن به زبان ترکی در دربار و در میان شاعران رایج شد. جهانشاه، حاکم قره‌قویونلو، با تخلص «حقیقی» شناخته می‌شد و سلطان یعقوب، حاکم آق‌قویونلو، نیز به سرودن اشعار به زبان ترکی شهرت داشت. شاعر بزرگ صوفی، قاسم انوار نیز زبان ترکی را به عنوان زبان ادبی پذیرفت و نمونه‌هایی بسیار شاعرانه در این زبان ارائه داد.

### غلبه ترکی آذربایجانی
زبان ترکی آذربایجانی به‌تدریج جایگزین زبان‌های ایرانی در منطقه‌ای شد که امروزه شمال‌غربی ایران نامیده می‌شود، و همچنین جای زبان‌های متنوع قفقاز و زبان‌های ایرانی رایج در قفقاز، به‌ویژه زبان اودی و زبان پارسی آذری قدیم را گرفت. تا آغاز سده شانزدهم میلادی، این زبان به زبان غالب منطقه تبدیل شده بود. ترکی آذربایجانی یکی از زبان‌های رایج در دربار صفویان، افشاریان و قاجاریان نیز به‌شمار می‌رفت.

### تحول ادبی ترکی آذربایجانی
توسعه تاریخی زبان آذربایجانی را می‌توان به دو دوره اصلی تقسیم کرد: دوره نخستین (به‌طور تقریبی از سده چهاردهم تا هجدهم) و دوره مدرن (از سده هجدهم تا امروز). زبان آذربایجانی در دوره نخستین با شکل امروزی آن تفاوت‌هایی داشت، ازجمله اینکه دارای شمار بسیار بیشتری واژه‌های قرضی از فارسی و عربی، عبارات و عناصر نحوی بود. نوشته‌های اولیه به زبان آذربایجانی همچنین نشان‌دهنده تعامل زبانی میان عناصر اوغوز و قبچاق در بسیاری از جنبه‌ها (مانند ضمایر، پسوندهای حالت، وجه وصفی و غیره) هستند.
با گذار تدریجی زبان آذربایجانی از زبانی تنها برای شعر حماسی و غنایی، به زبانی برای روزنامه‌نگاری و پژوهش علمی، شکل ادبی آن به‌طور نسبی یکپارچه‌تر و ساده‌تر شد و بسیاری از عناصر کهنه ترکی، اصطلاحات متکلف فارسی و عثمانی، و واژگان، عبارات و قواعدی که در میان مردم آذربایجانی رایج نشدند، از میان رفتند.

### تقسیم زبانی آذربایجانی
الحاق سرزمین‌های ایران در قفقاز به امپراتوری روسیه از طریق جنگ‌های ایران و روس (۱۸۰۴–۱۸۱۳ و ۱۸۲۶–۱۸۲۸) باعث تقسیم جامعه زبانی آذربایجانی میان دو کشور شد. پس از آن، دولت تزار روسیه ترویج زبان آذربایجانی را در بخش شرقی قفقاز به عنوان جایگزینی برای زبان فارسی ـ که توسط طبقات بالای جامعه صحبت می‌شد ـ تشویق کرد. این اقدام بخشی از سیاست مهار نفوذ فرهنگی و زبانی ایران در منطقه بود.

### یکپارچگی زبان آذربایجانی
بین حدود سال‌های ۱۹۰۰ تا ۱۹۳۰، در منطقه‌ای که امروزه جمهوری آذربایجان نامیده می‌شود، رویکردهای گوناگونی برای یکپارچه‌سازی زبان ملی شکل گرفت که توسط دانشمندانی چون حسن‌بیگ زردابی و محمدآقا شاهتختی‌نسکی ترویج یافت. با وجود تفاوت‌های عمده میان این دیدگاه‌ها، هدف اصلی همگی آن‌ها آسان‌سازی خواندن و درک ادبیات برای توده‌های نیمه‌سواد بود. این جریان‌ها به‌طور مشترک از استفاده بیش از حد از عناصر فارسی، عربی و اروپایی در زبان محاوره‌ای و ادبی انتقاد می‌کردند و خواستار سبکی ساده‌تر، مردمی‌تر و قابل فهم‌تر بودند.

### تغییرات الفبای آذربایجانی
اتحاد جماهیر شوروی توسعه زبان آذربایجانی را ترویج کرد، اما این روند با دو تغییر پیاپی در الفبا ـ ابتدا از خط فارسی به لاتین، و سپس به سیریلیک ـ به‌طور قابل توجهی با عقب‌گرد مواجه شد. در حالی که آذربایجانی‌های ایران همچنان مانند گذشته از خط فارسی استفاده می‌کردند، این تغییرات در جمهوری شوروی سوسیالیستی آذربایجان منجر به گسست فرهنگی و زبانی شد. با وجود کاربرد گسترده زبان آذربایجانی در جمهوری سوسیالیستی آذربایجان، این زبان تنها در سال ۱۹۵۶ به‌طور رسمی به عنوان زبان رسمی آن جمهوری شناخته شد. پس از استقلال در سال ۱۹۹۱، جمهوری آذربایجان تصمیم گرفت از نو به خط لاتین ـ البته به شکل اصلاح‌شده آن ـ بازگردد.

## گروه‌بندی زبان‌های ترکی
لارس یوهانسون(Johanson, 1998) پراکندگی و گوناگونی زبان‌های خانواده ترکی‌تبار را بر اساس جنبه‌های خویشاوندی ویژگی‌های رده شناختی به شش گروه اصلی تقسیم‌بندی کرد:
1. شاخه جنوب‌غربی:ترکی اوغوزی
2. شاخه شمال غربی:ترکی قبچاقی
3. شاخه جنوب شرقی: ترکی اویغوری
4. شاخه شمال شرقی: ترکی سیبریایی
5. شاخه چواشی: ترکی بلغاری و اغوری
6. شاخه خلجی:ترکی آرگویی

ترکی آذربایجانی یکی از زبان‌های ترکی‌تبار و زبان اغلب مناطق آذری‌نشین ایران ازجمله آذربایجان است. این زبان در کنار ترکی استانبولی و گاگائوز در زیرشاخه غربی از گروه زبان‌های اوغوز قرار می‌گیرد. ترکی خراسانی و ترکمنی زیر شاخه شرقی و زبان قشقایی زیر شاخه جنوبی زبان‌های اوغوز را تشکیل می‌دهند.

## گویش‌ها
مهم‌ترین گویش‌های زبان ترکی آذربایجانی موجود در ایران عبارتند از:
1. گویش افشاری
2. گویش شاهسونی
3. گویش سنقری
4. گویش تبریزی
5. گویش اردبیلی
6. گویش زنجانی

## لهجه‌های زبان ترکی آذربایجانی

### ایران
بیوک رسول اوغلو است که در سال ۱۹۹۶ طی مقاله‌ای منتشر و اعلام داشته است که این دسته‌بندی بر اساس ملاحظات میدانی و بر مبنای ۱- مشخصات آوایی، ۲- ویژگی‌های جغرافیایی مناطق و ۳- قواعد زبانی (قواعد کلی و هماهنگی اصوات) می‌باشد. بیوک رسول اوغلو لهجه‌های ترکی آذربایجانی در ایران را به ۸ گروه به شرح زیر دسته‌بندی کرده است (در مقاله اصلی لهجه نهم لهجه خلج نامیده شده در حالی که زبان خلجی یک زبان مستقل است):
زبان ترکی آذربایجانی در شمال غربی ایران به ۸ لهجه یا گویش اصلی تقسیم می‌شود:
1. لهجه تبریزی: این لهجه نزدیک به لهجه شکی در جمهوری آذربایجان است و در تبریز و در شهرهای کوچک و روستاهای اطراف آن رایج است. اسکو، خسروشهر، آذرشهر و روستاهای توابع آن‌ها، روستاهای دامنه‌های شمالی سهند و باسمینج، هئربی، بر، لیقوان، سپاراخان، خلتدوکان ازجمله مناطقی هستند که لهجه آن‌ها با کمی تفاوت تبریزی است. از خصوصیات لهجه تبریز کشیدن صداها ست. در خود تبریز سه لهجه با اندکی تفاوت وجود دارد: ۱- محله‌های شمال غرب یعنی شنب غازان، حکم آباد، منجم، قره آغاج؛ ۲- دوه چی، امیر خیز، لیلاوا، خطیب و ۳- ششگلان، باغمیشه، خیابان، مارالان و مناطق مرکزی.
2. لهجه قره داغ:شرق دامنه‌های سهند متنق، ایراناق، هشترود، بستان آباد، میانه، سراب، قره داغ، سونار خیوه اهر، تکاب، شاهین دژ و قسمت‌هایی از دشت مغان و قاراقیشلاق، بیجان، پلدشت، نازیک، مرگنلر، قاراقولوقلار، مرکیت و قایقاج در جنوب ارس مناطقی هستند که این لهجه در آن رایج است. در لهجه قره داغ برخلاف لهجه تبریز کلمات و صداها کشیده نمی‌شوند و به اصطلاح محکم تلفظ می‌شوند.
3. لهجه یامچی: این لهجه شباهت زیادی به لهجه نخجوان به‌خصوص اوردوباد دارد. مرکز این لهجه را می‌توان مرند حساب کرد. صوفیان، یامچی، شبستر، خامنه، دیزه، دریان، شانیجان، گمیچی و قاپسار، زنوز، گلین قایا، المدار در شمال دریاچه ارومیه از مناطقی هستند که این لهجه در آنها رایج است. از ویژگی‌های این لهجه تبدیل مصوت a به ə است، به‌طورمثال به قابلاما قابله مه، به قارداش قردش می‌گویند. این لهجه از لحاظ کشیدن صداها بین لهجه تبریز و قره داغ قرار می‌گیرد.
4. لهجه مراغه: این لهجه در شهرها و روستاهای دامنه‌های جنوبی سهند رایج است. از طرف مراغه به طرف سرسکند، شاهین دژ، چاراویماق، باروق، میاندوآب تا حدود مهاباد و جیغاتی چای، ملکان، بناب، عجبشیر ازجمله مناطقی هستند که این لهجه در آن رایج است. این لهجه نیز مانند لهجه یامچی بین لهجه تبریز و قره داغ قرار می‌گیرد.
5. لهجه اردبیل: این لهجه در اردبیل، خلخال و نمین رایج است. این لهجه شباهت زیادی به لهجه جنوب جمهوری آذربایجان دارد و اثرات لهجه باکو را در آن می‌توان دید.
6. لهجه زنجان: این لهجه از طارم آغاز شده و تا زنجان، هیدج، سلطانیه، خدابنده، ماه نشان، تکاب در آذربایجان‌غربی، بیجار و قروه در کردستان و سنقر در کرمانشاه رایج است و در مناطق شرقی و جنوبی زنجان مانند قیدار به لهجه همدان نزدیک می‌شود. به‌طور کلی این لهجه را می‌توان ترکیبی از ترکی قدیم و جدید دانست.
7. لهجه همدان: ابهر، بویین زهرا، آوج، رزن، بهار، کبودرآهنگ، کمیجان، فراهان فامنین، لالجین، تا سنقر به این لهجه تکلم می‌کنند. شباهت زیادی به لهجه زنجان دارد. این لهجه یکی از لهجه‌های قدیمی است. برای مثال «توکندی» به جای قورتولدو یا تورندی به جای ایسهال توتدو یا همانند لهجه زنجان در سوم شخص حرف سین از افعال حذف می‌شود: گلیرسن به گلیرن، آلیرسان به آلیران، گلیرسیز به گلیریز تبدیل می‌شود. البته در لهجه همدان افعالی که به «ن» ختم می‌شوند «ی» جایگزین نون می‌شود یعنی زنجانی‌ها می‌گویند آلیران، گلیرن اما همدانی‌ها می‌گویند آلیرای، گلیرَی.
8. لهجه ارومیه: ارومیه، سلماس، خوی، نقده، تا حدودی چایپاره، نوشین شهر و دهستان‌های اطراف به این لهجه گویش می‌کنند. ولی در برخی کلمات باهم تناقض دارند، به‌طورمثال (نان) در بین مردم ارومیه به (چورح) تکلم می‌شود اما در خوی مردم به آن (پاپان) می‌گویند. لهجه ارومیه شاید بین لهجه‌های ترکی دیگر آسان‌ترین و ساده‌ترین است، حرف «ی» در افعال این لهجه نقش اساسی دارد همانند اینکه حرف «و» در لهجه تبریز نقش اساسی دارد. برای مثال گدیروخ (لهجه تبریز) در لهجه ارومیه به (گدیریخ) تلفظ می‌شود.

همچنین آکوپ دیل آچار، زبان‌شناس ترکیه ای، لهجه ترکی آذربایجانی ایران را به ۹ گروه جغرافیایی به شرح زیر دسته‌بندی کرده است:
1. مرکزی: تبریز، مراغه، ترکمنچای
2. شمالی: مرند، اهر
3. شمال غربی: خوی
4. شمال شرقی: بجروان، بکرآباد
5. شرقی: اردبیل، خلخال
6. جنوب شرقی: زنجان
7. جنوبی: شاهین دژ
8. جنوب غربی: نقده
9. غربی: ارومیه، سلماس

اطلاعات بیشتری در بارهٔ چگونگی این دسته‌بندی و استناد علمی آن‌ها در دست نیست.

### جمهوری آذربایجان
لهجه‌های ترکی آذربایجانی در جمهوری آذربایجان با توجه به ویژگی‌های جغرافیایی و تاریخی به چهار گروه تقسیم شده‌اند:
1. گروه شرقی شامل لهجه شهرهای باکو، قوبا، شماخی، لنکران و مغان
2. گروه غربی شامل لهجه شهرهای گنجه، قره باغ، کازاخ و نیم لهجه آیروم
3. گروه شمالی شامل لهجه شهرهای شکی، زاکاتالا و قاخ
4. گروه جنوبی شامل لهجه شهرهای نخجوان، اردوباد، تبریز و ایروان.

تفاوت این لهجه‌ها در برخی آواها، صداها و نحوه ادای برخی صامت‌ها و مصوت‌ها است.

## شمار گویشوران
در مورد شمار سخنگویان به زبان ترکی آذربایجانی، اتفاق نظر وجود ندارد و برآوردها ناهمسانند. بنیاد این تفاوت، ارائه نشدن آمار رسمی از سوی ایران و ترکیه و عراق است. تمامی ارقام ارائه‌شده بر پایه برآوردها است. اتنولوگ یکی از معتبرترین مراجع آمارهای زبانی، جمعیت گویشوران تمام لهجه‌ها و گروه‌های این زبان (شامل دو زیرگروه اصلی آذری شمالی و آذری جنوبی) در سال ۲۰۱۸ میلادی را در مجموع اندکی بیش از ۲۳ میلیون نفر برآورد کرده است. تمامی آذری‌های جمهوری آذربایجان، ایرانیان آذری، ترکمن‌های عراق و سوریه، آذری‌های روسیه و ترکیه و آمریکا و سایر اقلیت‌های آذری زبان در تمام دنیا در این برآورد منظور شده‌اند. سایت اتنولوگ، گویش سلجوقی این زبان را درحال حاضر منقرض اعلام کرده است.
اتنولوگ، جمعیت آذری زبانان ایرانی را در سال ۲۰۱۶ میلادی را ۱۰٬۹۰۰٬۰۰۰ برآورد کرده، و گسترش آن را در شمال (غربی) و مرکز ایران می‌داند.
منابع پژوهشی دیگری جمعیت گویشوران زبان ترکی آذربایجانی در ایران را ۱۵ میلیون نفر ذکر می‌کنند. کتابچهٔ سازمان سیا، شمار سخن‌گویان ترکی آذربایجانی در ایران را معادل ۱۶٪ کل جمعیت این کشور تخمین زده است. برآورد دانش‌نامهٔ زبان کمبریج برای سال ۱۹۸۶، ۱۲ میلیون در کل و ۷ میلیون در ایران (۱۵٪) بوده است (با احتساب قشقایی‌ها). دانش‌نامهٔ بین‌المللی زبان‌شناسی نیز در برآورد سال ۱۹۸۶، تعداد سخنگویان این زبان را در ایران ۷٬۷۶۰٬۰۰۰ نفر (۱۶٪ درصد) برآورد می‌کند که به تخمین دانش‌نامهٔ زبان کمبریج بسیار نزدیک است. در تخمین‌های دیگری مانند سایت اتنولوگ جمعیت ایرانیان آذری ۱۵٬۵۰۰٬۰۰۰ نفر اعلام کرده است. هم‌چنین، سازمان سیا در سال ۲۰۰۸ جمعیت ترک‌زبانان جمهوری آذربایجان را ۹٫۰۳٪ از مردم آن کشور گزارش کرده است.

## آسیب‌پذیری زبان ترکی آذربایجانی
به باور محمدباقر کریمی، استاد مهندسی کامپیوتر در دانشگاه آزاد تبریز، زبان ترکی آذربایجانی چنان تضعیف شده است، که گویشورانش در فضاهای رسمی و حتی ادبی گاهی تنها قادر اند، که تنها فعل جمله را به ترکی بگویند و دیگر واژه‌ها، در فضاهای رسمی به فارسی و عربی گفته می‌شود. این زبان در جهت ظرفیت‌سازی برای کسب توانایی هم‌سویی با دستاوردهای جدید به‌روز نمی‌شود و به‌دلیل نبود نوشتار و نبود کاربرد رسمی، حضور همه‌جانبه اش در زندگی روزمره و رسمی افراد را از دست داده است. گویشوران نیز به مرور حضور ذهن واژه‌ای خودشان در حوزه زبان را از دست داده‌اند و دلبستگی در میان گویشوران برای استفاده کم شده است. بدین ترتیب بیش از پیش تضعیف شده و با از دست دادن جایگاه کاربردی خود به عنوان یک زبان غیررسمی به گوشه انزوا می‌رود و در سرانجام سرنوشتی جز مرگ نخواهد داشت.
خطر نابودی زبان یک سیر طبیعی برای بیش تر زبان‌ها در جهان درحال رویداد است و انقراض زبان‌ها پدیده‌ای فراگیر در جهان امروز است. برای نمونه حسن راشدی از چهره‌های نزدیک به جریانات قوم گرا، معتقد است با ادامه وضع کنونی آینده‌ای جز نابودی برای زبان ترکی در ایران نمی‌توان تصور کرد. این واکنش‌های افراطی منحصر به زبان‌شناسان یا فعالان فرهنگی و سیاسی نبوده است، بلکه حتی حسن عاملی، امام جمعه و نماینده ولی فقیه در اردبیل (و همچنین عضو مجلس خبرگان) نیز به دفعات اظهارات قوم‌مدارانه داشته است.
به عقیده علی ابوالقاسمی کارشناس و پژوهشگر حوزه تاریخ و فرهنگ، زبان ترکی آذربایجانی شمال استان همدان آسیب دیده است که بخشی از علل آن به بطن جامعه ترک‌زبانان شهرستان‌های شمالی استان همدان برمی‌گردد. به مرور زمان، واژه‌های زبان ترکی در معرض فراموشی قرار گرفته است و کلماتی از دیگر زبان‌ها، ازجمله فارسی و عربی و ترکی استانبولی در میان لهجه‌های ترک‌زبان این استان رسوخ یافته است.
با همه این ادعاها مؤسسه آیرام وابسته به حزب عدالت و توسعه اردوغان که تلاش زیادی برای تحریک اقوام آذری در ایران دارد، ادعا می‌کند که میزان توجه و تولید آثار ترکی در ایران بیش تر شده است که با گفتار گروه‌های جدایی طلب پان ترکیست ایرانی تناقض دارد.

## اثرات متقابل زبان ترکی و فارسی
زبان ترکی آذربایجانی پس از زبان ازبکی دومین زبان از زبان‌های ترکی است که از فارسی بیشترین تأثیر را گرفته است. این تأثیر بیشتر در واج‌شناسی، مجموعه لغات و ساختار بوده است و به‌صورت کمتر در صرف این زبان بوده است. تأثیر عناصر زبان‌های ایرانی بر آغوزی از آسیای میانه آغاز شده است.
از سوی دیگر زبان فارسی نیز وام‌واژه‌هایی را از زبان ترکی آذربایجانی گرفته است. در طول تاریخ، سرزمین فارسی‌زبانان، ازجمله فلات ایران، شاهد فرمانروایی سلسلسه‌هایی با منشأ ترکی آذربایجانی بوده است و این عامل بر تأثیر متقابل زبان‌های فارسی و ترکی برهم مؤثر بوده است. غزنویان، سلجوقیان، تیموریان، صفویان و قاجاریان هر یک تأثیر و ردپایی از خود بر فرهنگ و ادبیات فارسی گذاشته‌اند.

### تأثیر نحوی
جمله‌های مرکب در ترکی تحت تأثیر زبان فارسی تغییر بنیادینی کرده است. خیلی از حروف ربط در زبان ترکی از پارسی وام گرفته شده است :ü (و) ve (و)، ya (یا)، ägär (اگر)، čünki (چونکه), gah . . . gah (گه گاه)، häm (هم، نیز)، hämčinin (همچنین)، häṛčänd (هرچند)، härgah (هرگاه)، nä . . . nä (نه .. نه)، näinki (نه اینکه)، yainki (یعنی که)، y axud(یا)، zira (زیرا)، bälkä (بلکه)، hämišä (همیشه)، mägär (مگر).
بیشتر این حروف ربط با توجه ساختار متفاوت ترکی، در ترکی وجود ندارند و برخی هم وجود دارند اما به صورت مستقل نمی‌توانند ب‌کار روند و تنها در جمله یا عبارت مرکب به انتهای فعل یا اسم می‌چسبند. به‌عنوان مثال در ترکی نمی‌توانید بگویید اگر الف و ب (if a and b) چرا که حرف ربط «و» وجود ندارد و همچنین معادل حرف ربط «اگر» در ترکی (سه) فقط به انتهای فعل می‌چسبد. به همین دلایل زبان ترکی عثمانی، ازبکی، ترکی آذری تحت تأثیر زبان فارسی تغییرات بنیادینی کرده است؛ مانند نمونه‌های زیر:
- حرف ربط که (که به صورت کی در ترکی به کار می‌رود):
  - ترکی با حرف ربط فارسی: بیلیرسن کی، حسن هاردا ایشلیر؟
  - ترکی بدون حرف ربط فارسی: حسنین هاردا ایشلدیگینی بیلیرسن می؟
  - ترجمه: میدانی[که] حسن کجا کار می‌کند؟
  - ترکی با حرف ربط فارسی: بو دولمانی کی گؤرورسن، منیم ننه م پیشیریب.
  - ترکی بدون حرف ربط فارسی: گؤردوگون دولمانی منیم ننه م پیشیریب.
  - ترجمه: این دلمه‌ای را که می‌بینی، مادر من پخته است.
- حرف ربط چونکه (که به صورت چونکی در ترکی بکار می‌رود):
  - ترکی با حرف ربط فارسی: هئچ ذات دئمه دی چونکی بیلیردی هئچ کس اونا اینانمایاجاق.
  - ترکی بدون حرف ربط فارسی: هئچ کسین اونا اینانمایاجاغینی بیلدیگی اوچون هئچ نه دئمه دی.
  - ترجمه: چیزی نگفت چونکه می‌دانست کسی او را باور نخواهد کرد.
- حرف ربط اگر:
  - ترکی با حرف ربط فارسی: اگر حسن بیله، گئدرم
  - ترکی بدون حرف ربط فارسی: حسن بیلسه، گئدرم
  - ترجمه: اگر حسن بداند، می‌روم
- حرف ربط و:
  - ترکی با حرف ربط فارسی: من حسن و حسینه تانیرام
  - ترکی بدون حرف ربط فارسی: من حسنینن حسینی تانیرام
  - ترجمه: من حسن و حسین را می‌شناسم.

### تأثیر صرفی
- پسوندهای زیادی از فارسی در زبان ترکی هست مانند -باز، دان، دار، ی، کار، کش، پرست، ستان، خانه، سان[۶۹][۷۰] و …
- پیشوندهایی مانند بی-، به- و نه- هنوز در واژه‌سازی زبان ترکی استفاده می‌شوند. اگرچه در زبان ترکی عثمانی به کرات استفاده می‌شده اما به‌تازگی استفاده از عناصر فارسی را محدود و ممنوع کرده‌اند.
- بسیاری از گویش‌های ترکی از «تر» و «ترین» پارسی برای ساختن صفت همسنجشی استفاده می‌کنند.

### تأثیر ریخت‌شناسی
از نگاه ریخت‌شناسی یا مورفولوژی: کاربرد بسیاری از پسوندهای فارسی، مانند -باز، ستان، دار، دان، پرست، کار، گر و پیشوندهای فارسی مانند بی-، با- و نا- مانند «قمارباز»، «همکار»، «بی‌ادب» یا «نامرد» کاربرد وجه التزامی مشابه فارسی مانند «آلام» به جای «آلسام» (؟) (بخرم) که بنظر می‌رسد ویژه ترکی آذری ایران باشد. در صفت تفضیلی و عالی پرهیز از ادات «داها» و «ان» (تر، ترین)، مانند «بو اوندان یاواشدی» به جای «بو اوندان داها یاواشدیر» (این از آن آهسته‌تر است) و «لاپ گؤزل طبیعت» به جای «ان گؤزل طبیعت» (زیباترین طبیعت). با توجه به اینکه در ترکی استانبولی زمان حال کامل (ماضی نقلی) وجود ندارد برخی حتی احتمال می‌دهند که صرف ماضی نقلی مانند «گلمیشم» یا «گلیپسن» (آمده‌ام، آمده‌ای) که در ترکی ترکیه موجود نیست، نتیجهٔ تأثیر فعل ماضی نقلی در زبان فارسی است.

### تأثیر واژگانی
زبان ترکی آذربایجانی مانند سایر زبان‌های ترکی از لحاظ واژه تحت تأثیر فارسی قرار گرفته است و وام‌واژههایی از فارسی وارد این زبان شده‌اند. برای نمونه:
- واژگانی: asan (آسان)، bar (بار، میوه)، javan (جوان)، girdä (گرد)، kar (کر، ناشنوا)، köhnä (کهنه)، küčä (کوچه)، mis (مس)، payïz (پاییز)، šänbä (شنبه), turš (ترش)، dost (دوست)، ruzi (روزی)، آخشام،[۷۳] بایرام (پدرام)[۷۴] و…
- اصطلاحات: xahiš ediräm (خواهش می‌کنم)، güzäšt elä (گذشت کن)، xudahafiz (خداحافظ)، ...
- گرته برداری: xoš gäl (خوش آمد).
- ضمایر: här (هر)، här käs (هر کس)، heč (هیچ)، hämin (همین) و …
- پسوندها: sān (سان)[۶۹][۷۰]

## ادبیات آذربایجانی

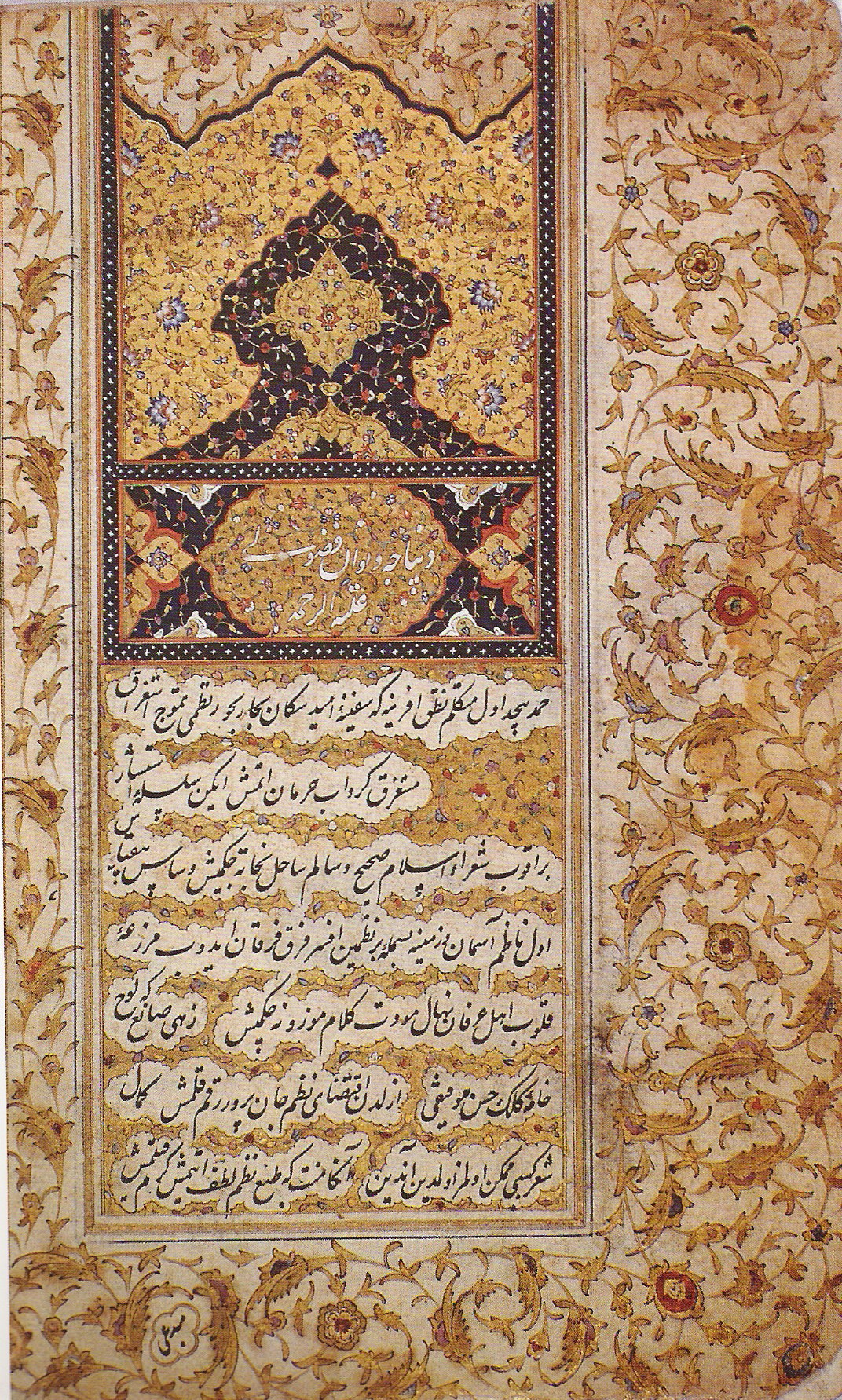
صفحه‌ای از دیباچهٔ دیوان اشعار فضولی به زبان ترکی آذربایجانی

یک صفحه از کتاب کلیات کنزالمصائب، قمری دربندی(۱۸۱۹–۱۸۹۱میلادی)

کتاب المقتل به نثر نگاشته شده است

اولین شکل شناخته شده در ادبیات آذربایجانی مربوط به شیخ عزالدین پورحسن اسفراینی که یک دیوان شامل غزل فارسی و ترکی آذری سروده‌بود. غزل‌های ترکی آذربایجانی خود را تحت نام حسن‌اوغلو ثبت کرده است.
در سده چهاردهم میلادی آذربایجان، قفقاز و بخش‌های غربی ایران تحت سلطه حکومت‌های قره قویونلو و آق قویونلو بود. در دوران این حکومت‌ها شاعرانی مانند قاضی برهان‌الدین، حبیبی و جهانشاه قراقویونلو با تخلص حقیقی زندگی می‌کردند؛ که نخستین آثار ترکی آذری را در آن دوران از خود به جا گذاشته‌اند. اواخر سده چهاردهم، زمان ظهور یکی از بزرگ‌ترین شعرای آذربایجانی، عمادالدین نسیمی بود؛ دیوان اشعار وی از بزرگ‌ترین دیوان شعرهای زبان‌های ترکی به‌شمار می‌رود. آموزه‌های صوفی و عرفانی حروفیه از اواخر سده ۱۴اُم تا اوایل سده ۱۵اُم میلادی رواج داشت عمادالدین نسیمی یکی از برجسته‌ترین استادان دیوان ادبیات در تاریخ ادبی زبان‌های ترکی‌تبار بوده است. وی به زبان فارسی و عربی نیز آثاری داشته است. پس از معرفی سبک دیوان ادبیات و غزل، عمادالدین نسیمی در سده ۱۵اُم، شاعران مشهور آذربایجانی چون شاه اسماعیل خطایی، قاسم انوار و محمد فضولی ادبیات آذربایجانی را گسترش دادند.
کتاب دده قورقود نیز نام یکی از قدیمی‌ترین داستان‌های اسطوره‌ای ترک‌های اغوز است که در حدود سده شانزده میلادی به صورت مکتوب درآمده است. این مجموعه از ۱۲ داستان به نثر و نظم تشکیل شده و مجموعه پر ارزشی است که زندگی، ارزش‌های اجتماعی و باورهای ایل‌های ترکی را نشان می‌دهد. قدمت داستان‌ها مربوط به سده‌های چهاردهم و پانزدهم میلادی می‌باشد.
شاعر سده شانزدهم آذربایجانی، محمد فضولی غزل‌های فلسفی، تغزلی و بزمی خود را در زبان‌های ترکی آی، عربی و فارسی می‌سرود. وی با بهره‌گیری از سنت‌های زیبای ادبی از محیط خود، و پیروی از میراث پشتیبانش، موجب شد تا فضولی به یکی از چهره‌های برجسته ادبی جامعه ادبیات آذربایجانی تبدیل شود. از محمد فضولی دیوان غزل و قصیده‌ای به یادگار مانده است.
سبک شاعران آذربایجانی در ادامه سده ۱۶اُم به سمت عاشیق‌ها رفت و سده شانزدهم پس از تثبیت سیطره سلسله صفوی بر ایران به‌شکل گسترده توسعه یافت؛ و شاه اسماعیل یکم با تخلص خطایی و بعد با پیدایش "سبک قوشما فرزند شاه اسماعیل، شاه تهماسب و بعدتر شاه عباس دوم نیز در گسترش ادبیات آذربایجانی کوشید.قوسی تبریزی از شاعران مشهور آذری‌زبان دو نسخه از دیوان ترکی آذربایجانی از وی به جا مانده است و صائب تبریزی شاعر تبریزی‌تبار اهل اصفهان نیز از معروف‌ترین شاعران عصر کلاسیک می‌باشند که هفده غزل به زبان ترکی آذربایجانی سروده است.

## ادبیات شفاهی آذربایجان
ادبیات شفاهی مردم آذربایجان به قسمتی از ادبیات مردم آذری، باورهای عامه، افسانه‌ها، داستان‌ها، موسیقی، ضرب‌المثل‌ها و رسوم‌های دهان به دهان یا سینه به سینه یا نسل به نسل از نسل‌های گذشته بجا مانده گفته می‌شود.
ادبیات شفاهی و عاشیقی آذربایجانی به علت مردمی بودن، توانسته است بالندگی خود را بسیار خوب حفظ کند. داستان‌های کاملی چون کوراوغلو و اصلی و کرم با سوژه‌های بسیار متفاوتی به‌طور زنده توسط هنرمندان مردمی پدید آمده‌اند. این داستان‌ها برای اولین بار در سده بیستم به صورت کتبی درآمده و مانند بسیاری از آثار ادبی جمع‌آوری شده‌اند.
بایاتی‌ها یا دوبیتی‌های شفاهی آذربایجان از غنای بالایی برخوردارند. ادبیات و موسیقی عاشیق‌ها با قدمتی دیرینه جایگاه و تقدس خاصی بین ترک‌زبان‌ها و آذربایجانیان دارد. آتالار سؤزو یا امثال زبان ترکی که به‌طور عمومی پندهایی عاقلانه و انسانی است. آغیلار (مرثیه‌ها) و لایلالار نیز قسمتی از ادبیات شفاهی ترکی آذربایجانی را تشکیل می‌دهند. داستان‌های فولکلوری چون کوراوغلو، اصلی و کرم، آرزی و قمبر، عباس و کولگز، عاشیق‌غریب، قاچاق‌نبی،... از غنای ادبیات شفاهی مردم آذربایجان آذربایجان سخن می‌گویند.

## خط زبان ترکی آذربایجانی
| فارسی      | لاتین | سیریلیک | لاتین کنونی |
| ---------- | ----- | ------- | ----------- |
| آ ا        | A a   | А а     | A a         |
| ب          | B b   | Б б     | B b         |
| ج          | C c   | Ҹ ҹ     | C c         |
| چ          | Ç ç   | Ч ч     | Ç ç         |
| د          | D d   | Д д     | D d         |
| ائ‍ ئ‍ ئ       | E e   | Е е     | E e         |
| اَ ه ه      | Ə ə   | Ә ә     | Ə ə         |
| ف          | F f   | Ф ф     | F f         |
| گ          | G g   | Ҝ ҝ     | G g         |
| غ          | Ƣ ƣ   | Ғ ғ     | Ğ ğ         |
| ح، ه       | H h   | Һ һ     | H h         |
| خ          | X x   | Х х     | X x         |
| ای‍̂ ی‍̂ ی̂     | Ь ь   | Ы ы     | I ı         |
| ای‍ ی‍ ی       | I i   | И и     | İ i         |
| ژ          | Ƶ ƶ   | Ж ж     | J j         |
| ک          | K k   | К к     | K k         |
| ق          | Q q   | Г г     | Q q         |
| ل          | L l   | Л л     | L l         |
| م          | M m   | М м     | M m         |
| ن          | N n   | Н н     | N n         |
| اوْ وْ       | O o   | О о     | O o         |
| اؤ ؤ       | Ɵ ɵ   | Ө ө     | Ö ö         |
| پ          | P p   | П п     | P p         |
| ر          | R r   | Р р     | R r         |
| س، ث، ص    | S s   | С с     | S s         |
| ش          | Ş ş   | Ш ш     | Ş ş         |
| ت، ط       | T t   | Т т     | T t         |
| اۇ ۇ       | U u   | У у     | U u         |
| اوٚ وٚ       | Y y   | Ү ү     | Ü ü         |
| و          | V v   | В в     | V v         |
| ی          | J j   | Ј ј     | Y y         |
| ز، ذ، ض، ظ | Z z   | З з     | Z z         |

تاریخچه نگارش به زبان آذربایجانی به سده چهاردهم میلادی بازمی‌گردد. امروزه در آذربایجان ایران از خط عربی ترکی برای نگارش استفاده می‌شود و در کشور جمهوری آذربایجان، پس از کنار گذاشتن خط نوشتاری سیریلیک (کریل)، مانند ترکیه از خط لاتین بهره می‌گیرند.

### دگرگونی در خط ترکی آذربایجانی مدرن
در سده ۱۹ میلادی افرادی مسئلهٔ تغییر الفبای ترکی آذربایجانی را مطرح کردند. میرزا فتحعلی آخوندزاده (۱۸۷۸) و جلیل محمد قلی‌زاده از این دسته افراد بودند. البته این امر با مخالفت شدید گروه‌های دیگر ازجمله برخی فرهنگیان و روحانیان روبرو شد. صرف نظر از دغدغهٔ روحانیان که معتقد بودند تغییر خط ارتباط مردم را با قرآن و دیگر متون دینی قطع خواهد کرد برخی اهالی فرهنگ اعتقاد داشتند که خط بخشی از هویت هر قوم را تشکیل می‌دهد و از آنجایی که چند صد سال است که تمام متون ادبی ترکی و هزاران هزار کتاب در این خط تألیف شده‌اند تغییر خط به نوعی یک گسستگی فرهنگی به وجود خواهد آورد. این مسئله در دورهٔ بسیار کوتاه جمهوری دمکراتیک آذربایجان (۱۹۱۸–۱۹۱۹) نیز مطرح گشت. بعد از پیروزی بلشویک‌ها چندین روزنامه به خط لاتین در باکو چاپ می‌شد؛ ولی خط عربی هنوز به کار گرفته می‌شد. در سال ۱۹۲۴ نریمان نریمانف رهبر بلشویک آذربایجان توانست قانون استفاده از لاتین در امور دولتی را به تصویب مجلس جمهوری آذربایجان شوروی برساند.

### تغییر به الفبای لاتین (۱۹۲۶)
در سال ۱۹۲۶ اولین کنفرانس ترک‌شناسی در باکو برگزار شد. گردآمدگان تصمیم گرفتند که خط لاتین را خط مورد استفادهٔ تمام ترک‌زبانان آذربایجانی جهان اعلام کنند. دو سال بعد به رهبری آتاترک اصلاح خط در ترکیه به اجرا گذاشته شد و الفبای لاتین جایگزین الفبای عثمانی (عربی) گردید. در همین سال کمیته‌ای به نام یئنی اَلیفبا (الفبای جدید) در مسکو به تدوین الفبای یکدستی پرداخت که در تمامی جمهوری‌های ترک‌زبان اتحاد جماهیر شوروی (آذربایجان، ترکمنستان، قزاقستان، قرقیزستان و ازبکستان) استفاده شود. این الفبا به مدت بیش از ده سال مورد استفاده بود.

### تغییر به الفبای سیریلیک (۱۹۳۹)

کاربرد خط سیریلیک برای ترکی آذربایجانی (۱۹۹۱–۱۹۳۹)

در سال ۱۹۳۹ الفبای لاتین کنار گذاشته شده و خط سیریلیک روسی جایگزین خط لاتین گردید. همچنین تدریس زبان روسی در تمام مدارس اجباری اعلام شد. سیاست تجزیه کردن ملت‌ها و ممانعت از احساسات ملی‌گرایانه می‌تواند از دلایل تغییر دوبارهٔ خط در این دوره و عدم هماهنگی بین گروه‌های زبانی مشترک در تدوین الفبای جدید باشد. ترس استالین که از اتحاد و قدرت گرفتن دوبارهٔ مسلمانان -که اغلب آن‌ها ترک بودند- سرکوب زبان‌های غیرروس در محدودهٔ جغرافیای اتحاد شوروی با جایگزینی زبان روسی به شدت ادامه یافت که تا سقوط این اتحادیهٔ در ۱۹۹۱ ادامه داشت؛ ولی بعضی از این جمهوری‌ها پس از استقلال خود در سال ۱۹۹۱ الفبای خود را دوباره به لاتین برگرداندند.

### تغییر دوباره به الفبای لاتین (۱۹۹۱)

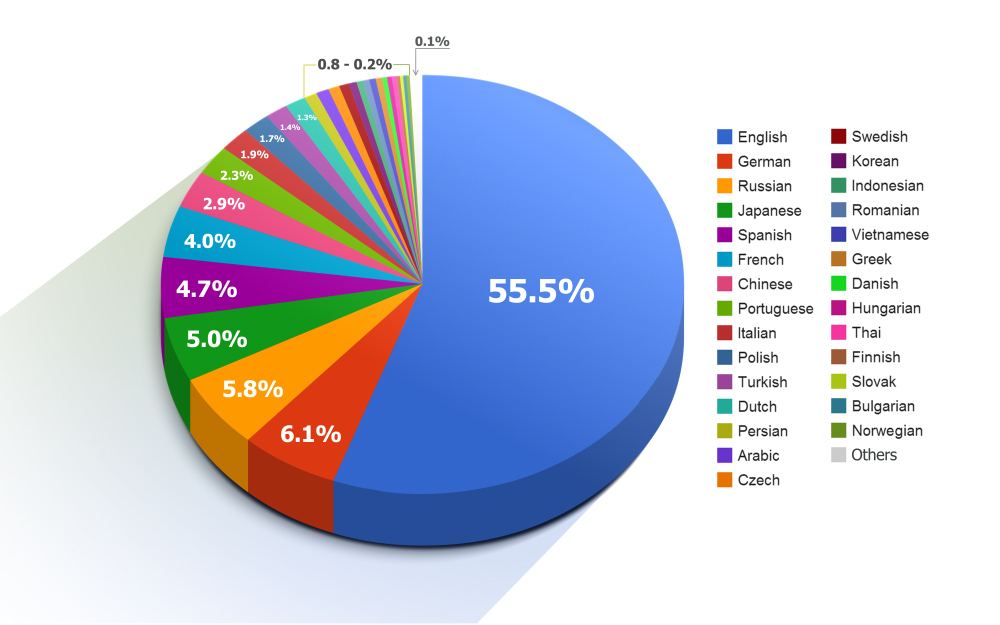
نمودار دایره‌ای از زبان‌های مورد استفاده بر روی اینترنت

در سال ۱۹۹۱ پس از فروپاشی شوروی و استقلال جمهوری آذربایجان الفبای لاتین دوباره رسمی و الفبای سیریلیک کنار گذاشته شد. آثار مکتوب زیادی به زبان آذربایجانی با الفبای عربی بر جای مانده است که تمامی این کتب هنوز به خط لاتین در دسترس نیستند. خط لاتین آذربایجانی با چند حرف اضافه (x,q، ə) یعنی (اَ، ق، خ) اندکی با خط لاتین ترکی استانبولی متفاوت است. درحال حاضر زبان‌های ترکی که از الفبای لاتین استفاده می‌کنند، عبارتند از ترکی آذربایجانی (جمهوری آذربایجان)، ترکی ترکیه، ترکی کریمه، ترکمنی (در ترکمنستان)، ترکی گاگائوزی، قزاقی (در قزاقستان، درحال تغییر به لاتین) و ازبکی (در ازبکستان). تا پیش از این، تاتاری و قرقیزی نیز به لاتین نوشته می‌شد.

### نوشتار ترکی آذربایجانی در ایران
در آذربایجان ایران، ترکی آذربایجانی به الفبای عربی نوشته می‌شود. اما به‌خصوص در یکی دو دههٔ اخیر، الفبای لاتین نیز در میان ترک‌زبانان ایران، به‌دلیل سهولت تایپ در کامپیوتر و تلفن هوشمند، و به‌دلیل یادگیری سادهٔ آن، رواج پیدا کرده.
در دهه‌های گذشته در ایران تلاش برای تدوین و گسترش استاندارد واحد برای نوشتار ترکی انجام شده است. در طی سمیناری به سرپرستی دکتر جواد هیئت، روزنامه‌نگار، فرهنگی، و جراح ترک‌زبان، و مؤسس مجلهٔ وارلیق و با حضور سایر فرهنگیان ترک‌زبان در سال ۱۳۸۰، «دستورالعمل نوشتن زبان ترکی - تصمیمات اتخاذ شده توسط سمینار اورتوگرافی» (به ترکی آذربایجانی توٚرک دیلی یازی قۇراللاری؛ اوْرتوقرافی سمیناری‌نین آلدیغی قرارلار) منتشر شد. البته که به‌دلیل کوتاهی در تدریس زبان مادری توسط آموزش و پرورش، گسترش استاندارد واحد در میان ترک‌زبانان ایران کند بوده است. ولی، این دستور العمل، امروزه توسط جامعهٔ فرهنگی ترک‌زبان، مجلات و نشریات ترک‌زبان، مدرسان زبان ترکی آذربایجانی، و نهادها و مؤسسات مختلف پذیرفته شده است. همین‌طور، این دستورالعمل توسط محققان دانشگاه محقق اردبیلی برای تدوین فرهنگ لغت جامع فارسی-ترکی آذربایجانی پذیرفته شد.
ویکی‌پدیای ترکی آذربایجانی نیز این دستورالعمل را سرلوحهٔ خویش برای نوشتار صحیح ترکی آذربایجانی قرار داده.
زبان‌های ترکی دیگری که از الفبای عربی استفاده می‌کنند، شامل ترکمنی (در ایران)، ازبکی (در افغانستان)، اویغوری، قزاقی (در سین‌کیانگ)، قرقیزی (در سین‌کیانگ) می‌باشند.

## مقایسه با دیگر زبان‌های ترکی

### آذربایجانی با ترکی استانبولی
گویشوران ترکی و آذربایجانی تا حدی می‌توانند با یکدیگر ارتباط برقرار کنند زیرا هر دو زبان تنوع قابل توجهی دارند و تا حدی متقابل قابل فهم هستند، اگرچه درک ترکی برای گوینده آذربایجانی آسان‌تر از برعکس است. سریال‌های ترکی در بین آذری‌های ایران و آذربایجان بسیار محبوب هستند. رضا شاه پهلوی ایران (که به آذربایجان ایران صحبت می‌کرد) در سال ۱۹۳۴ با مصطفی کمال آتاتورک ترکیه ای (که به زبان ترکی استانبولی صحبت می‌کرد) دیدار کرد. این دو درحال گفتگو به زبان مربوط خود با یکدیگر فیلمبرداری شدند و به‌طور مؤثر ارتباط برقرار کردند.
در یک مطالعه در سال ۲۰۱۱، ۳۰ شرکت کننده ترکیه‌ای مورد آزمایش قرار گرفتند تا روشن شود که آنها تا چه اندازه زبان آذربایجانی نوشتاری و گفتاری را درک می‌کنند. مشخص شد که اگرچه ترکی و آذربایجانی از نظر گونه‌شناسی زبان‌های مشابهی هستند، اما از سوی ترک‌زبان‌ها درک آن به اندازه‌ای نیست که تخمین زده می‌شود. در مطالعه‌ای در سال ۲۰۱۷، آذربایجانی‌های ایرانی به‌طور متوسط ۵۶ درصد از درک پذیری در زبان گفتاری ترکی را کسب کردند.
در زیر چند همزاد با املای متفاوت در آذربایجان و ترکی آورده شده است:
| ترکی آذربایجانی | ترکی استانبولی | فارسی |
| --------------- | -------------- | ----- |
| ayaqqabı/başmaq | ayakkabı       | کفش   |
| ayaq            | ayak           | پا    |
| kitab           | kitap          | کتاب  |
| qan             | kan            | خون   |
| qaz             | kaz            | غاز   |
| qaş             | kaş            | ابرو  |
| qar             | kar            | برف   |
| daş             | taş            | سنگ   |

### آذربایجانی با ترکمنی
ضمیر شخصی اول شخص مفرد در آذربایجانی mən است همان‌طور که در ترکمنی نیز من است، در حالی که در ترکی استانبولی بن است. همین امر در مورد ضمایر اثباتی bu نیز صادق است، جایی که صدای b با صدای m جایگزین می‌شود؛ به‌طورمثال: bunun>munun/mının, muna/mına, munu/munı، munda/mında, mundan/mından. این امر در زبان ادبی ترکمنی نیز مشاهده می‌شود، جایی که ضمیر اثباتی bu مانند: munuñ, munı, muña, munda, mundan, munça دچار تغییراتی می‌شود. جایگزینی b>m در بسیاری از لهجه‌های زبان ترکمنی دیده می‌شود و ممکن است در کلماتی مانند: boyun>moyın در گویش یوموت - گونباتار، büdüremek>müdüremek در گویش ترکمن‌های ارساری و استاوروپل، bol>mol در گویش ترکمن‌های قره‌قلپاک، buzav>mizov در گویش‌های کراک دیده شود.
در اینجا چند واژه برای مقایسه آذربایجانی با ترکمنی آورده شده است:
| آذربایجانی | ترکمنی    | فارسی        |
| ---------- | --------- | ------------ |
| mən        | men       | من           |
| sən        | sen       | تو           |
| haçan      | haçan     | کی، چه زمانی |
| başqa      | başga     | دیگر         |
| it, köpək  | it, köpek | سگ           |
| dəri       | deri      | پوست، چرم    |
| yumurta    | ýumurtga  | تخم مرغ      |
| ürək       | ýürek     | دل           |
| eşitmək    | eşitmek   | شنیدن        |

## واکه‌ها و قانون هماهنگی واکه‌ای
در زبان ترکیِ آذربایجانی، ۹ واکه (حرف مصوت) وجود دارد که شش حرف آن همانند فارسی است به همراه سه واکهٔ مختص ترکی آذربایجانی. ۴ تا از این واکه‌ها پسین (ضخیم) (یعنی در پس دهان ادا می‌شوند)، و ۵ تای دیگر پیشین (ظریف) (یعنی در جلوی دهان ادا می‌شوند) می‌باشند.
این ۶ واکه مشترک به شرح زیر است.
- Ə-ə (اَ) که از حروف صدادار پیشین می‌باشد؛ مانند: əz (اَز: له کن)، əl (اَل: دست).
- E-e (ائ «اِ») که از حروف صدادار پیشین می‌باشد؛ مانند: eI (ائل: مردم، ایل), en (ائن: پهنا).
- O-o (او «اوْ») که از حروف صدادار پسین می‌باشد؛ مانند: od(اوْد: آتش)، çop(چوْپ: چوب).
- A-a (آ) که از حروف صدادار پسین می‌باشد؛ مانند: ad(آد: اسم)، at(آت: اسب).
- İ-i (ای‍) که از حروف صدادار پیشین می‌باشد؛ مانند: il(ایل: سال)، ip(ایپ: طناب).
- U-u (اوُ) که از حروف صدادار پسین می‌باشد؛ مانند: uzun(اوُزوُن: دراز)، ucuz(اوُجۇز: ارزان)

نوشتار صحیح واکه‌ها در نگارش واژگان ترکی آذربایجانی با الفبای عربی، و تمییز بین صداهای واکه‌های پسین و پیشین، در طول تاریخ، کاری دشوار بوده. خواندن صحیح از روی نوشتار بیشتر با اتکا به سابقهٔ ذهنی خواننده و عادت ناخودآگاه وی به قانون هماهنگی واکه‌ها انجام می‌شود. اما در نوشتار امروزی استاندارد ترکی آذربایجانی، نظام حرکت‌گذاری (دیاکریتیک) برای تمییز بین واکه‌ها و کمک به یکسانسازی نوشتار صحیح تعیین شده است.
سه واکهٔ دیگر، که با دیاکریتیک علامت‌گذاری می‌شوند، عبارتند از:
- Ö-ö (اؤ - تلفّظی میان «اِ» و «اُ»)، از حروف صدادار پیشین می‌باشد؛ öyüd (اؤگوٚد: نصیحت)، göz (گؤز: چشم).
- Ü-ü (اوٚ - تلفّظی میان «اِ» و «اوُ»)، از حروف صدادار پیشین می‌باشد؛ üst (اوٚست: بالا)، güzgü (گؤزگوٚ: آینه).
- I-ı (ایٛ - تلفظی میان «ای‍» و «اِ»)، از حروف صدادار پسین می‌باشد؛ qızıl (قیٛزیٛل: طلا)، açıq (آچیٛق: باز، روشن)، sırğa (سیٛرغَا: گوشواره)، sarı (ساریٛ: زرد).

|                                  |             | لبی    | لبی    | غیر لبی | غیر لبی | غیر لبی | غیر لبی        |     |
|                                  |             | تنگ    | باز    | تنگ     | تنگ     | تنگ     | باز            | باز |
| -------------------------------- | ----------- | ------ | ------ | ------- | ------- | ------- | -------------- | --- |
| پسین قالین صائیتلر qalın saitlər | عربی        | اوُ / وُ | اوْ / وْ | ایٛ / یٛ  | ایٛ / یٛ  | آ / ـا  | آ / ـا         |     |
| پسین قالین صائیتلر qalın saitlər | معادل لاتین | U u    | O o    | I-ı     | I-ı     | A a     | A a            |     |
| پسین قالین صائیتلر qalın saitlər | آوانگاری    | [u]    | [o]    | [ɯ]     | [ɯ]     | [ɑ]     | [ɑ]            |     |
| پیشین اینجه صائیتلر incə saitlər | عربی        | اوٚ / وٚ | اؤ / ؤ | ای / ی  | ائ / ئ  | ائ / ئ  | اَ / ـَ / ـه / ه |     |
| پیشین اینجه صائیتلر incə saitlər | معادل لاتین | Ü ü    | Ö ö    | İ-i     | E e     | E e     | Ə ə            |     |
| پیشین اینجه صائیتلر incə saitlər | آوانگاری    | [y]    | [ø]    | [i]     | [ɛ]     | [ɛ]     | [æ]            |     |

### هماهنگی واکه‌ای
واکه‌ها در ترکی آذربایجانی به دو گروه پیشین یا زیر (به ترکی آذربایجانی: اینجه، incə) و ترکی آذربایجانی (به ترکی آذربایجانی: قالین، qalın) تقسیم می‌شوند. در زبان ترکی آذربایجانی، مشابه دیگر زبان‌های ترکی، واژگان از قواعد هماهنگی واکه‌ای تبعیت می‌کنند. در زبان ترکی آذربایجانی، این به این معنی که واکه‌های کلمات یا همگی پیشین یا همگی پسین هستند. به‌طورعملی این به معنای این است که تمامی واکه‌های واژه یا در جلوی دهان یا در پس دهان ادا می‌شوند. گروهی از ترکی آذربایجانی‌زبانان هنگام صحبت کردن به زبان‌های دیگری، ناخودآگاه از این قانون طبیعی زبان خود پیروی می‌کنند.
به‌طور مثال، در ترکی آذربایجانی دو پسوند جمع وجود دارد، ـلَر / lər که دارای واکهٔ پیشین و ـلار / lar که دارای واکهٔ پسین است. سایر پسوندها نیز در زبان ترکی آذربایجانی دارای این دوگانگی هستند. به‌طور مثال:
- کلمهٔ ایت (it) به معنای «سگ»، دارای واکهٔ پیشین. جمع آن، ایتلِر (itlər) خواهد بود. (ایتلار اشتباه است)

حال به این مثال واکه‌های پسین توجه کنید:
- کلمهٔ داغ (dag) به معنی «کوه». جمع آن داغلار (dağlar) خواهد بود. (داغلَر غلط است)

قانون واکه‌ای دیگری که در ترکی آذربایجانی وجود دارد این است که بعضی پسوندها باید از قانون هماهنگی واکه‌ای دومی هم تبعیت بکنند، قانون هماهنگی لبی یا غیر لبی بودن. به‌طور مثال، دو پسوند لی / lı li و لو / lu lü.
- از واژه‌ای مثل «دوز / duz»، واژهٔ «دوزلو / duzlu» درست می‌شود. چون‌که واکهٔ هجای آخر از نوع لبی بود، واکهٔ پسوند هم در هماهنگی با آن، لبی خواهد بود.
- از واژه‌ای مثل «تبریز / Təbriz»، واژهٔ «تبریزلی / Təbrizli» درست می‌شود. چون‌که واکهٔ هجای آخر از نوع غیرلبی بود، واکهٔ پسوند هم در هماهنگی با آن، غیرلبی خواهد بود.

### طرز نوشتن دیاکریتیک‌ها (علامت‌ها)
همان‌طور که اشاره شد، در الفبای عربی ترکی، برای تمییز دادن بین صداهای واکه‌های ۹ گانهٔ زبان ترکی، از علامات یا دیاکریتیک‌هایی که روی حروف «ی» و «و» قرار می‌گیرند استفاده می‌شود.
در نوشتار صدای «I-ı»، ضرورتی در گذاشتن علامت حرف «ایٛ» نیست. واژگان می‌توانند بدون آن نوشته شوند، به‌طور مثال «آغیز / ağız»، «قاییق/ qayıq». تنها توصیه شده است که در کتب درسی سوادآموزی، بر روی واژگان دخیل، و واژگان خاص فولکلوری علامت حرف «ایٛ» نوشته شود.
در نوشتار یکی از چهار حرف «اوْ / وْ» (O o)، «اوُ / وُ» (U u)، «اؤ / ؤ» (Ö ö) و «اوٚ / وٚ» (Ü ü)، نوشتن دیاکریتیک‌ها بر روی اولین هجای ممکن اجباریست. ولی نیازی به نوشتن آنها بر روی سایر هجاها نیست. برای مثال: «گؤرونوش görünüş»، «اوْغوز oğuz»، «دوٚیون düyün». ترک‌زبانان، به‌دلیل تسلط بر قانون هم‌آهنگی واکه‌ها و همین‌طور به‌دلیل دانستن تلفظ صحیح واژگان ترکی، فقط با خواندن دیاکریتیک روی اولین هجای نشان داده شده می‌توانند کلمه را به درستی شناخته و تلفظ کنند.
توصیه شده است که تازه-سوادآموزان، دیاکریتیک‌ها را در همه جای واژه بنویسند. به‌طور مثال «گؤروٚنوٚش görünüş»، «اوْغوُز oğuz»، «دوٚیوٚن düyün".
البته که هنوز در بیشتر متون ترکی، بجز صدای «اؤ / ؤ» (Ö ö)، بقیهٔ صداها بدون علامت نوشته شده‌اند، که این بخشی به‌دلیل عادت پیشین و به‌دلیل تسلط کافی به زبان برای نداشتن نیاز به انجام این کار، و بخش دیگر به‌دلیل نبود کیبورد خاص ترکی عربی و استفادهٔ کاربران از کیبورد فارسی می‌باشد.

### طرز نوشتن صدای Ə-ə (اَ)
همان‌طور که در جدول واکه‌ها دیده می‌شود، صدای «Ə-ə» (اَ) با حروف «اَ / ـَ / ـه / ه» نشان داده شده است. نوشتن این صدا این صدا تنها در ابتدای کلمات به صورت «ا» (الف)، و در پایان هجا، به صورت «ـه / ه» نوشته می‌شود. با دو استثناء:
- اگر صدای «Ə-ə» (اَ) در پایان هجای اول باشد، نوشته نمی‌شود. به‌طور مثال، واژهٔ «gətirmək»، متشکل از هجاهای «gə-tir-mək»، به صورت گتیرمک نوشته می‌شود. نوشتن آن به صورت گه‌تیرمک غلط است.
- واژه‌های تک هجایی مختومه به صدای «Ə-ə» (اَ)، مثل نه و ده، با «ـه / ه» نوشته می‌شوند.[۱۰۷]

### طرز نوشتن صدای E-e (ائ)
در کلمات ترکی آذربایجانی، در همهٔ اوقات، صدای «E-e» (ائ) با حروف «ائـ / ئـ / ـئـ / ئ» نوشته می‌شود.
در کلمات دخیل از زبان‌های خارجی، صدای «E-e» در اول یا وسط کلمات نوشته نمی‌شود. به‌طور مثال، املای درست کلمه «انرژی» است، و نوشتن آن به صورت «ائنئرژی» نادرست می‌باشد. یا واژگانی مثل «تلویزیون»، «علم»، «قانع».
در صورتی که، چه در واژگان ترکی و چه در واژگان دخیل، صدای «E-e» در مجاورت صدای «Y-y» قرار گیرد، هر دو حرف «ائ» و «یـ / ـیـ» باید نوشته شوند. به‌طور مثال، کلماتی مثل «قئید»، «شئیدا»، «ویئتنام»، «غئیرت».
در واژگان دخیل از فارسی یا عربی که در آنها صدای «İ-i» (ای) وجود دارد، اما در ترکی به صورت «E-e» (ائ) تلفظ می‌شوند، نوشتن این‌ها با حروف «ائـ / ئـ / ـئـ / ئ» انجام می‌شود، مثل «تسبئح»، «بئساواد»، «پئشکش».

### طرز نوشتن صدای I-ı (ایٛ)
در نگارش با الفبای لاتین هیچ کلمه‌ای با حرف «I-ı» (ایٛ) شروع نمی‌شود؛ بلکه با حرف «İ-i» (ای) نگارش می‌یابد: «ildırım» (ایلدیٛریٛم: رعدوبرق)
اما در نوشتار عربی، و همین‌طور در لهجهٔ تبریزی، مگر در مواردی استثنائی، «I-ı» (ایٛ) حفظ شده و تغییر نمی‌کند. به‌طور مثال، مقایسهٔ نوشتار عربی با لاتین «ایٛلدیریم ildırım»، «ایٛلخچی İlxçi".

## دیگر ویژگی‌های زبان‌شناختی
زبان ترکی آذربایجانی مانند سایر زبان‌های ترکی از نظرِ ساختاری زبانی پیوندی است. منظور از زبان پیوندی یا پس‌وندی این است که بن فعل در آغاز واژه قرار می‌گیرد و با افزودن پسوندها حالت‌های فعل تغییر می‌کند. مثال: گل (بیا) گل‌دی (آمد)، گل‌دی‌لر (آمدند).

## ریخت‌شناسی و صرف
زبان ترکی آذربایجانی همانند سایر شاخه‌های زبان ترکی از نظر ساختاری جزو زبان‌های التصاقی به‌شمار می‌آید. در این زبان ریشه یک فعل یا یک اسم را می‌توان با اضافه کردن پسوندهای متعدد تغییر زمانی، جمعی و صفتی داد.
افعال متعدی در ترکی آذربایجانی با اضافه کردن پسوند به افعال لازم ساخته می‌شود. به‌طور مثال:
اوخشاماق=شبیه بودن ← اوخشاتماق= شبیه کردن
افعال متعدی درجه دو و درجه سه نیز قابل ساخت است: یازماق = نوشتن (متعدی)← یازدیرماق = نویساندن (متعدی درجه دو)← یازدیرتماق = وسیله نوشتن کسی را فراهم کردن (متعدی درجه سه). 

### اسم‌ها
در ترکی آذربایجانی، به‌جای استفاده از حروف اضافه (از، را، با، در)، با توجه به حالت دستوری یک اسم و نقش آن در جمله، پسوندهایی به آن چسبیده می‌شوند. این پسوندها باید مطابق با قانون هماهنگی واکه‌ها و در هماهنگی با آخرین واکهٔ واژه‌ای که به آن می‌چسبند باشند. قوانین و توصیه‌های رسم‌الخطی در نوشتار پسوندها در این بخش توضیح داده شده است.
| حالت    | پسوند | حالات ممکن                          | کتاب «کتاب» | ائو «خانه» | دوْست «دوست» | گؤز «چشم» | آتا «پدر» | پنجره «پنجره» | بوْرجلو «بدهکار» | کؤنوللو «داوطلب» |
| ------- | ----- | ----------------------------------- | ----------- | ---------- | ----------- | --------- | --------- | ------------- | --------------- | ---------------- |
| اسمی    | —     | —                                   | کتاب        | ائو        | دوست        | گؤز       | آتا       | پنجره         | بوْرجلو          | کؤنوللو          |
| مفعولی  | -NI   | -ی/-نی، یٛ/-نیٛ -وُ/-نوُ، وٚ/-نوٚ         | کتابی       | ائوی       | دوْستو       | گؤزو      | آتانی     | پنجره‌نی       | بوْرجلونو        | کؤنوللونو        |
| مالکیت  | -NIn  | -ین/-نین، یٛن/-نیٛن، وُن/-نوُن، وٚن/-نوٚن | کتابین      | ائوین      | دوْستون      | گؤزون     | آتانین    | پنجره‌نین      | بوْرجلونون       | کؤنوللونون       |
| متممی   | -YA   | -ا/-یا، ه/-یه                       | کتابا       | ائوه       | دوْستا       | گؤزه      | آتایا     | پنجره‌یه       | بوْرجلویا        | کؤنوللویه        |
| مکانی   | -DA   | -دا، ده                             | کتابدا      | ائوده      | دوْستدا      | گؤزده     | آتادا     | پنجره‌ده       | بوْرجلودا        | کؤنوللوده        |
| افتراقی | -DAn  | -دان، دن                            | کتابدان     | ائودن      | دوْستدان     | گؤزدن     | آتادان    | پنجره‌دن       | بوْرجلودان       | کؤنوللودن        |

| حالت    | پسوند | حالات ممکن                     | kitab «کتاب» | ev «خانه» | dost «دوست» | göz «چشم» | ata «پدر» | pəncərə «پنجره» | borclu «بدهکار» | könüllü «داوطلب» |
| ------- | ----- | ------------------------------ | ------------ | --------- | ----------- | --------- | --------- | --------------- | --------------- | ---------------- |
| اسمی    | —     | —                              | kitab        | ev        | dost        | göz       | ata       | pəncərə         | borclu          | könüllü          |
| مفعولی  | -NI   | -(n)ı, -(n)i, -(n)u, -(n)ü     | kitabı       | evi       | dostu       | gözü      | atanı     | pəncərəni       | borclun         | könüllünü        |
| مالکیت  | -NIn  | -(n)ın, -(n)in, -(n)un, -(n)ün | kitabın      | evin      | dostu       | gözün     | atanın    | pəncərənin      | borclunun       | könüllünün       |
| متممی   | -YA   | -(y)ə, -(y)a                   | kitaba       | evə       | dosta       | gözə      | ataya     | pəncərəyə       | borcluya        | könüllüyə        |
| مکانی   | -DA   | -da, -də                       | kitabda      | evdə      | dostda      | gözdə     | atada     | pəncərədə       | borcluda        | könüllüdə        |
| افتراقی | -DAn  | -dan, -dən                     | kitabdan     | evdən     | dostdan     | gözdən    | atadan    | pəncərədən      | borcludan       | könüllüdən       |

### ضمیرها
پسوندهای ضمیری به اسم‌ها و فعل‌ها می‌چسبند. این ضمیرها دو حالت دارند، که با تبعیت از قانون هماهنگی واکه‌ها (بر اساس آخرین واکهٔ واژهٔ مورد نظر)، حالت صحیح برای صرف فعل یا نشان دادن مالکیت به واژه می‌چسبند.
|                                          | ضمیر         | پسوند فعل مضارع                                                    | پسوند مالکیتی                                                                     | پسوند فعل ماضی / شرطی                                    |
| ---------------------------------------- | ------------ | ------------------------------------------------------------------ | --------------------------------------------------------------------------------- | -------------------------------------------------------- |
| اول شخص مفرد                             | من mən       | -م / -یم / -ام/ -یام -(y)əm /-(y)am                                | -م / -یم/ -یٛم/ -وُم/ -وٚم -m / -im/ -ım/ -um/ -üm                                   | -یم/ -یٛم/ -وُم/ -وٚم -im/ -ım/ -um/ -üm                    |
| دوم شخص مفرد                             | سن sən       | -سن/ -سان -sən/ -san                                               | -ن / -ین/ -یٛن/ -وُن/ -وٚن -n / -in/ -ın/ -un/ -ün                                   | -ین/ -یٛن/ -وُن/ -وٚن -in/ -ın/ -un/ -ün                    |
| سوم شخص مفرد                             | اوْ o         | -                                                                  | -ی/-سی، یٛ/-سیٛ -وُ/-سوُ، وٚ/-سوٚ -(s)ı, -(s)i, -(s)u, -(s)ü                            | -ی/ -یٛ/ -وُ/ -وٚ -i/ -ı/ -u/ -ü                            |
| اول شخص جمع                              | بیز biz      | -یک/ -وٚک / -یٛق / -وُق -ik/ -ük/ -ıq / -uq                           | -میز/-یمیز، میٛز/ -یٛمیٛز، موُز/ -وُموُز، موٚز/-وٚموٚز -(i)miz/ -(ı)mız/ -(u)muz/ -(ü)müz  | -یک/ -وٚک / -یٛق / -وُق -ik/ -ük/ -ıq / -uq                 |
| دوم شخص جمع (همین‌طور دوم شخص مفرد «شما») | سیز siz      | -سینیز/ -سیٛنیٛز / -سوُنوُز / -سوٚنوٚز -siniz / -sınız / -sünüz / -sunuz | -نیز/-ینیز، نیٛز/ -یٛنیٛز، نوُز/ -وُنوُز، نوٚز/-وٚنوٚز -(i)niz/ -(ı)nız/ -(u)nuz/ -(ü)nüz  | -ینیز/ -یٛنیٛز/ -وٚنوٚز / -وُنوُز -iniz/ -ınız / -ünüz / -unuz |
| سوم شخص جمع                              | اوْنلار onlar | - / -لر / -لار - / -lər / -lar                                     | -ی/-سی، یٛ/-سیٛ -وُ/-سوُ، وٚ/-سوٚ، لری/-لاریٛ -(s)ı, -(s)i, -(s)u, -(s)ü, -ləri / - ları | -یلر/ -وٚلر/ -یٛلار/ -وٌلار -ilər/ -ülər/ -ılar /-ular      |

### فعل‌ها
در زبان ترکی آذربایجانی امکان ساختن فعل و مصدر از نام و صفت وجود دارد. مثال: قولاق (گوش)، قولاق‌لاماق (گرفتن از گوشِ کسی برای تنبیه، گوش‌گیری)؛ ال (دست)، ال‌له‌مک (ورز دادن)؛ سو (آب)، سولاماق (آب پاشیدن)؛ گؤزل (زیبا [صفت])، گؤزل‌لمه‌ک (زیبا کردن)، یئیین (تند [صفت]) یئیین‌لمک (شتاب گرفتن)؛ گؤز (چشم)، گؤزلوک (عینک)، گؤزلوک‌چو (عینک‌ساز یا عینک‌فروش)، گؤزلوک‌چولوک (عینک‌سازی یا عینک‌فروشی).
افعال در زبان ترکی تک‌جزئی و یک‌تکه هستند. ساختن فعل با استفاده از افعال معین یا افعال کمکی به افعالی منحصر است که از زبان عربی یا فارسی به ترکی آذربایجانی وارد شده‌اند. این ویژگی انعطاف‌پذیری قابل توجهی در زبان ترکی آذربایجانی برای ساختن واژه‌های جدید حتی با استفاده از وام‌واژه‌ها ایجاد می‌کند. مثال: تلفن، تلفن‌لاش‌ماق (تلفن زدن).
- برخلاف زبان‌های هندواروپایی که با افزودن یک پیشوند به ریشه فعل، فعل جدید با معنی جدید ساخته می‌شود، در زبان ترکی امکان ساختن افعال جدید از یک فعل وجود ندارد. ساخت فعل جدید از یک فعل محدود به ساختن فعل سببی است؛ به‌طورمثال در زبان فارسی افعال بردن، آوردن، فرآوردن، دربردن، درآوردن همگی از ریشه بردن/وردن و با پیشوندهای «آ»، «در»، «فر» یا ترکیبی از این پیشوندها (در+آ و فر+آ) ساخته شده است درحالی‌که در زبان ترکی برای هر یک از این فعل‌ها ریشه جداگانه‌ای وجود دارد (بردن:آپارماق، آوردن:گَتیرمَک، درآوردن:چیخارتماق) و امکان ساختن یک فعل از دیگری وجود ندارد.
- از آنجا که در ترکی استانبولی زمان حال کامل (ماضی نقلی) وجود ندارد[۷۱] و برای این منظور واژگانی به همان گذشته ساده افزوده می‌شود تا معنی ماضی نقلی از آن برداشت بشود[۱۲۵] برخی[۷۲] احتمال می‌دهند که صرف ماضی نقلی مانند «گلمیشم» یا «گلیپسن» (آمده‌ام، آمده‌ای) که در ترکی ترکیه موجود نیست، نتیجهٔ تأثیر فعل ماضی نقلی در زبان فارسی است.

## نام‌گذاری و شمارش اعداد در ترکی آذربایجانی
شمارش اعداد از عدد یازده به بعد در زبان ترکی آذربایجانی تابع قاعده معینی است و از لحاظ دستوری و نوشتاری به هیچ وجه استثنایی در آن وجود ندارد. به همین دلیل یادگیریِ آن آسان است. اعداد شامل: بیر (۱)، ایکی (۲)، اوٚچ (۳)، دؤرد (۴)، بئش (۵)، آلتی (۶)، یئددی (۷)، سککیز (۸)، دوْققوز (۹) است. برای نمونه به این نام‌گذاری‌ها توجه کنید:
| - اوْن (۱۰) + بیر (۱)=اوْن بیر (۱۱) - اوْن (۱۰) + آلتی (۶)=اوْن آلتی (۱۶) - ایگیرمی (۲۰) + سککیز(۸)=ایگیرمی سککیز (۲۸) - اوْتوز (۳۰) + بئش (۵)=اوْتوز بئش (۳۵) - یئتمیش (۷۰) + اوچ (۳)=یئتمیش اوٚچ (۷۳) | - دوْخسان (۹۰) + دوْققوز (۹)=دوْخسان دوْققوز (۹۹) - یوٚز (۱۰۰) + اللی (۵۰)=یوٚز اللی (۱۵۰) - بئش یوٚز (۵۰۰) + آلتمیش (۶۰)=بئش یوٚز آلتمیش (۵۶۰) - سککیز یوٚز (۸۰۰) + اوْتوز اوٚچ (۳۳)=سککیز یوٚز اوْتوز اوٚچ (۸۳۳) - مین (۱۰۰۰) + یوٚز اوْن بیر (۱۱۱)=مین یوٚز اوْن بیر (۱۱۱۱) |  |

| - سه هشتم=سککیزده اوٚچ - یک دوم=ایکی ده بیر (یاریم) - اوٚچ، اوٚسته‌گل بئش، برابر دیر سککیز (۸=۵+۳) - هزار و سیصد و هفتاد و هشت = مین اوٚچ یوٚز یئتمیش سککیز - دو ممیز بیست وپنج صدم (۲۵/۲)=ایکی تام، یوٚزده ایگیرمی بئش | - ده‌ها = اوْنلار، اوْنلارجا - صدها = یوٚزلر، یوٚزلرجه - هزارها = مین‌لر، مین‌لرجه - میلیون و میلیارد = میلیون و میلیارد - آلتی، چیخ ایکی، برابر دیر دؤرد (۴ = ۲ – ۶) |  |

از لحاظ محاوره و گفتگوی شفاهی به این زبان در ایران و در بعضی از مناطق جمهوری آذربایجان استثنایی وجود دارد؛ و آن کاربرد کلمه فارسی هشتاد به جای کلمه ترکی آن یعنی سکسن است. البته کلمه هشتاد در این حالت تابع قواعد شمارش اعداد در ترکی آذربایجانی است. این استثنا در مورد آذربایجانی‌های شرق ترکیه، گرجستان، داغستان و مناطق شمالی جمهوری آذربایجان صادق نیست.
- شمارش اعداد از هشتاد تا عدد نود در زبان محاوره‌ای ترکی آذربایجانی در ایران بدین صورت است: هشتاد (۸۰)، هشتاد بیر (۸۱)، هشتاد ایکی (۸۲)، هشتاد اوٚچ (۸۳)، هشتاد دؤرد (۸۴)، هشتاد بئش (۸۵)، هشتاد آلتی (۸۶)، هشتاد یئددی (۸۷)، هشتاد سککیز (۸۸)، هشتاد دوْققوز (۸۹)، دوْخسان (۹۰)
- شمارش اعداد هشتاد تا عدد نود در زبان نوشتاری ترکی آذربایجانی بدین صورت است: سکسن (۸۰)، سکسن بیر (۸۱)، سکسن ایکی (۸۲)، سکسن اوٚچ (۸۳)، سکسن دؤرد (۸۴)، سکسن بئش (۸۵)، سکسن آلتی (۸۶)، سکسن یئددی (۸۷)، سکسن سککیز (۸۸)، سکسن دوْققوز (۸۹)، دوْخسان (۹۰)

چگونگی نامگذاری، شمارش و بیان اعداد در ترکی آذربایجانی در جدول زیر ارائه شده است.
| فارسی | ترکی آذربایجانی | Azərbaycan Türkcəsi | فارسی  | ترکی آذربایجانی | Azərbaycan Türkcəsi | فارسی    | ترکی آذربایجانی | Azərbaycan Türkcəsi |
| ----- | --------------- | ------------------- | ------ | --------------- | ------------------- | -------- | --------------- | ------------------- |
| یک    | بیر             | Bir                 | یکم    | بیرینجی         | Birinci             | یکمین    | بیرینجی‌سی       | Birincisi           |
| دو    | ایکی            | İki                 | دوم    | ایکینجی         | İkinci              | دومین    | ایکینجی‌سی       | İkincisi            |
| سه    | اوٚچ             | Üç                  | سوم    | اوٚچونجو         | Üçüncü              | سومین    | اوٚچونجوسو       | Üçüncüsü            |
| چهار  | دؤرد            | Dörd                | چهارم  | دؤردونجو        | Dördüncü            | چهارمین  | دؤردونجوسو      | Dördüncüsü          |
| پنج   | بئش             | Beş                 | پنجم   | بئشینجی         | Beşinci             | پنجمین   | بئشینجی‌سی       | Beşincisi           |
| شش    | آلتی            | Altı                | ششم    | آلتینجی         | Altıncı             | ششمین    | آلتینجی‌سی       | Altıncısı           |
| هفت   | یئددی           | Yeddi               | هفتم   | یئددینجی        | Yeddinci            | هفتمین   | یئددینجی‌سی      | Yeddincisi          |
| هشت   | سککیز           | Səkkiz              | هشتم   | سککیزینجی       | Səkkizinci          | هشتمین   | سککیزینجی‌سی     | Səkkizincisi        |
| نه    | دوْققوز          | Doqquz              | نهم    | دوْققوزونجو      | Doqquzuncu          | نهمین    | دوْققوزونجوسو    | Doqquzuncusu        |
| ده    | اوْن             | On                  | دهم    | اوْنونجو         | Onuncu              | دهمین    | اوْنونجوسو       | Onuncusu            |
| بیست  | ایگیرمی         | İyirmi              | بیستم  | ایگیرمینجی      | İyirminci           | بیستمین  | ایگیرمینجی‌سی    | İyirmincisi         |
| سی    | اوْتوز           | Otuz                | سی‌ام   | اوْتوزونجو       | Otuzuncu            | سی‌امین   | اوْتوزونجوسو     | Otuzuncusu          |
| چهل   | قیرخ            | Qırx                | چهلم   | قیرخینجی        | Qırxıncı            | چهلمین   | قیرخینجی‌سی      | Qırxıncısı          |
| پنجاه | اللی            | Əlli                | پنجاهم | اللینجی         | Əllinci             | پنجاهمین | اللینجی‌سی       | Əllincisi           |
| شصت   | آلتمیش          | Altmış              | شصتم   | آلتمیشینجی      | Altmışıncı          | شصتمین   | آلتمیشینجی‌سی    | Altmışıncısı        |
| هفتاد | یئتمیش          | Yetmiş              | هفتادم | یئتمیشینجی      | Yetmişinci          | هفتادمین | یئتمیشینجی‌سی    | Yetmişincisi        |
| هشتاد | سکسن            | Səksən              | هشتادم | سکسنینجی        | Səksəninci          | هشتادمین | سکسنینجی‌سی      | Səksənincisi        |
| نود   | دوخسان          | Doxsan              | نودم   | دوخسانینجی      | Doxsanıncı          | نودمین   | دوخسانینجی‌سی    | Doxsanıncısı        |
| صد    | یوٚز             | Yüz                 | صدم    | یوٚزونجو         | Yüzüncü             | صدمین    | یوٚزونجوسو       | Yüzüncüsü           |
| سیصد  | اوٚچ یوٚز         | Üç yüz              | سیصدم  | اوٚچ یوٚزونجو     | Üç yüzüncü          | سیصدمین  | ااوٚچ یوٚزونجوسو  | Üç yüzüncüsü        |
| هزار  | مین             | Min                 | هزارم  | مینینجی         | Mininci             | هزارمین  | مینینجی‌سی       | Minincisi           |

## صفت در ترکی آذربایجانی
صفت‌ها که ویژگی و حالت اسم (موصوف) را بیان می‌کند اغلب به همراه اسم می‌آیند. صفت در ترکی آذربایجانی قبل از اسم (موصوف) می‌آید: ساری آلما (سیب زرد)
- صفت اشاره: اگر ضمایر اشاره همراه با اسم بیایند در این صورت نقش صفت را ایفا می‌کنند.
- صفت مقدار: به صفتی اطلاق می‌شود که بر مقدار (قابل شمارش یا غیرقابل شمارش) موصوف دلالت کند :آز (کم)، چوخ (زیاد)، چوخ آز (خیلی کم)، اون (ده)، بیر (یک) ...
- صفت پرسشی: به همراه اسم می‌آید و دربارهٔ آن سؤال می‌کند: نئچه گون (چند روز)، هانسی آغاج (کدام درخت؟)
- صفت مطلق: به ویژگی ثابت و حالت پایدار موصوف اشاره می‌کند: قوجا کیشی (پیرمرد)، قیزیل اوزوک (انگشتری طلا)، گؤزل قیز (دختر زیبا)
- صفت برتر: این صفت در ترکی آذربایجانی با افزودن کلمه «داها» (Daha) قبل از صفت و افزودن پسوند «دان» به آخر اسم ساخته می‌شود: بو اوشاق او اوشاق دان داها گؤزل دیر (این کودک از آن کودک زیباتر است)، داها اوجا (بلندتر)، داها بؤیوک (بزرگتر)، داها سرین (خنک تر)، برخی اوقات پسوند «راق» به آخر صفت افزوده شده و همان معنی تفضیل را می‌رساند: اوجا + راق = اوجاراق (بلندتر)
- صفت برترین: ترکیب این صفت با اضافه کردن حرف «ان» (Ən) به قبل از صفت به وجود می‌آید: ان گوزل (زیباترین)، ان اوجا (بلندترین)، ان یئنی (جدیدترین)[۱۳۰][۱۳۱]

## نمونه نگارش
| الفبای سنّتی آذری | الفبای عربی-فارسی | الفبای لاتین | ترجمه فارسی | متن اصلی |
| بوتون انسانلر لیاقت و حقوقلریݣه گوره آزاد برابر طوغیلورلر. ؜ اونلرݣ شعورلری و وجدانلری وار و بر-؜برلرینه مناسبتده قرداشلق روحݣده داورانمالیدربر. ؜ | بوٚتون اینسانلار لیاقت و حوٚقوقلارینا گؤره آزاد و برابر دوْغولورلار. اوْنلارین شوٚعورلاری و ویجدانلاری وار و بیربیرلرینه موٚناسیبتده قارداشلیق رۇحوندا داورانمالیدیرلار. | Bütün insanlar ləyaqət və hüquqlarına görə azad bərabər doğulurlar. Onların şüurları və vicdanları var və bir-birlərinə münasibətdə qardaşlıq runhunda davranmalıdırlar. | همه انسان‌ها آزاد به دنیا می‌آیند و از لحاظ منزلت و حقوق با هم برابرند. آن‌ها صاحب عقل و وجدانند و باید نسبت به یکدیگر برادروار رفتار کنند. | All human beings are born free and equal in dignity and rights. They are endowed with reason and conscience and should act towards one another in a spirit of brotherhood. |